# Ibiara
Ibiara är en kommun i Brasilien.   Den ligger i delstaten Paraíba, i den östra delen av landet, 1 400 km nordost om huvudstaden Brasília. Antalet invånare är 6 031.
Omgivningarna runt Ibiara är huvudsakligen savann. Runt Ibiara är det glesbefolkat, med 13 invånare per kvadratkilometer.